# Quận Brantley, Georgia
Quận Brantley (tiếng Anh: Brantley County) là một quận trong tiểu bang Georgia, Hoa Kỳ. Quận lỵ đóng ở thành phố Nahunta 6. Theo điều tra dân số năm 2010 của Cục điều tra dân số Hoa Kỳ, quận có dân số 18.411 người 2.